# Ejido Profesor Graciano Sánchez
Ejido Profesor Graciano Sánchez es una localidad del estado mexicano de Baja California. Es parte del municipio de San Quintín.

## Toponimia
El nombre de la localidad rinde homenaje a Graciano Sánchez, profesor y líder agrario.

## Demografía
| Censo | Población |
| ----- | --------- |
| 2000  | 1 236     |
| 2010  | 1 856     |
| 2020  | 2 183     |